# Vals-près-le-Puy
Vals-près-le-Puy é uma comuna francesa na região administrativa de Auvérnia-Ródano-Alpes, no departamento de Alto Loire. Estende-se por uma área de 5,12 km². Em 2010 a comuna tinha 3 558 habitantes (densidade: 694,9 hab./km²).